# Piano Trachenberg

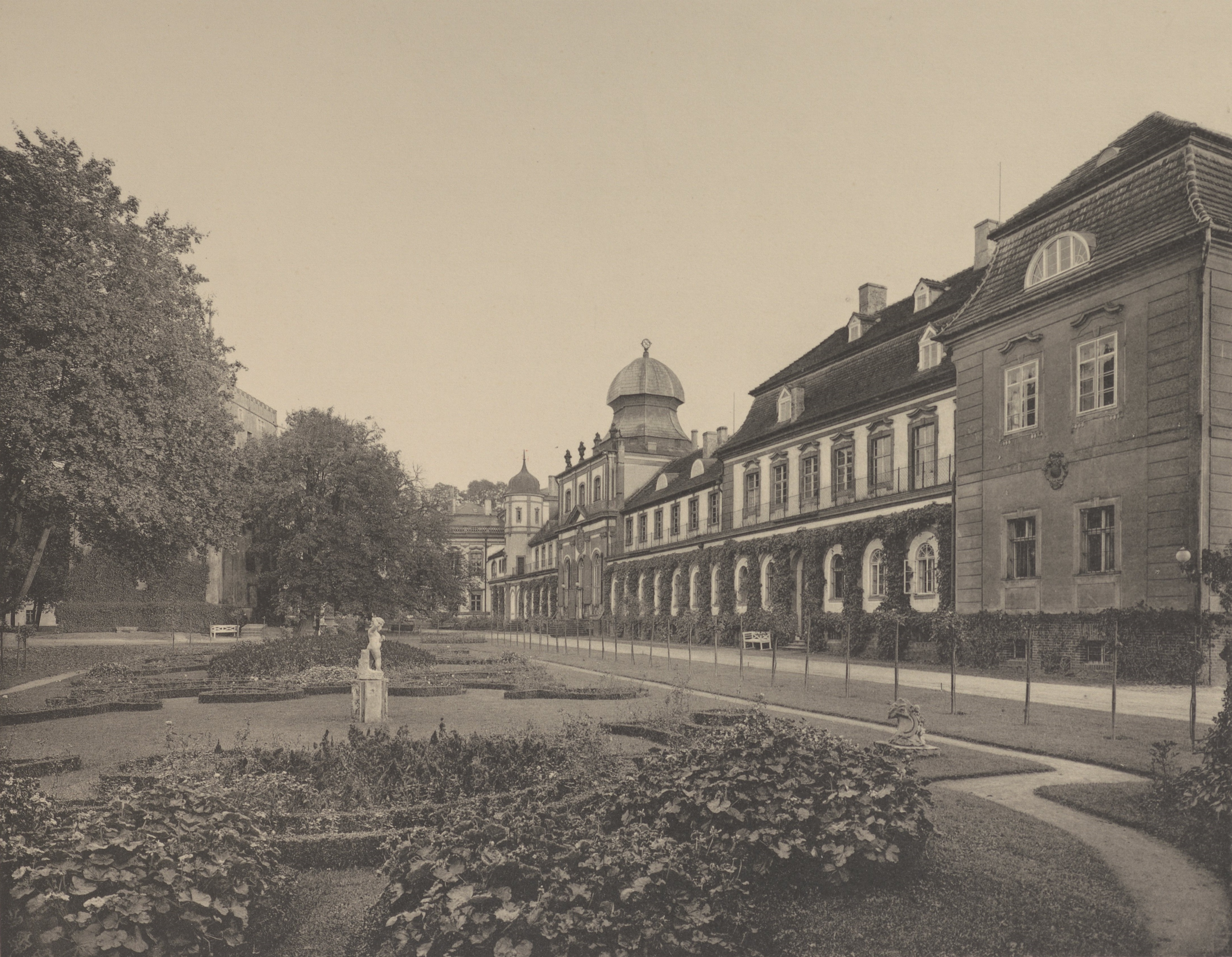
Palazzo di Trachenberg

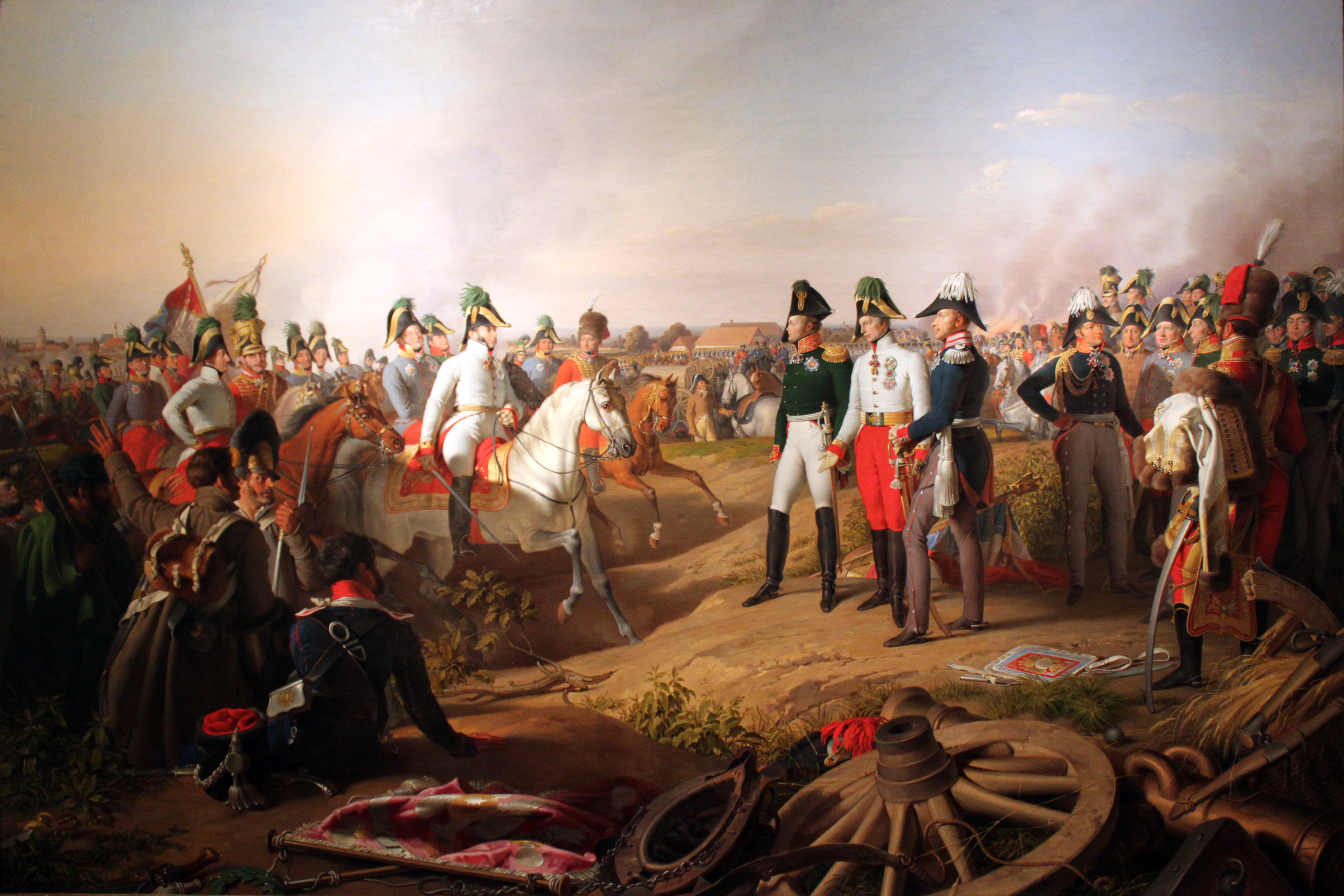
Alessandro I di Russia, Francesco II d'Austria e Federico Guglielmo III di Prussia si incontrano dopo la sconfitta di Napoleone nella Battaglia di Lipsia.

Il piano Trachenberg fu un piano militare creato dai comandanti Alleati nel corso della campagna di Germania del 1813 durante la guerra della Sesta coalizione nel corso delle guerre napoleoniche, così chiamato in onore del luogo ove si tenne la conferenza, il palazzo di Trachenberg.

## Contesto
Il piano prevedeva un attacco diretto alla Francia tramite un attacco diretto a Napoleone in persona, data la sua prontezza in battaglia. Gli Alleati dunque si accordarono per preparare e sconfiggere i marescialli ed i generali francesi separatamente, indebolendo così l'esercito francese e creando per contro una forza unitaria che non poteva essere sconfitta. Questo piano si rese necessario dopo una serie di sconfitte e disastri militari condotti dalla Coalizione contro Napoleone come nel caso delle battaglie di Lützen, Bautzen e Dresda. Il piano sembrò funzionare molto bene e infatti alla battaglia di Lipsia dove gli alleati ebbero un considerevole vantaggio numerico, l'imperatore venne sconfitto pesantemente e addirittura scacciato dal suolo tedesco verso il Reno e poi verso la Francia stessa. Il piano fu invero un amalgama di due precedenti piani: il Protocollo di Trachenberg ed il Piano Reichenbach, creati dallo staff austriaco e della coalizione alleata, dal feldmaresciallo Radetzky e dal principe svedese Carlo Giovanni (ex maresciallo napoleonico Jean Baptiste Bernadotte) la cui esperienza nelle tattiche e nei metodi dell'esercito francese, oltre che nell'analisi tutta personale della mentalità di Napoleone come stratega, diede prova di essere imbattibile.